# Latécoère 300
Il Latécoère 300 era un idrovolante quadrimotore a scafo centrale realizzato dall'azienda francese Forges et Ateliers de Construction Latécoère negli anni trenta.
Caratterizzato dalla configurazione alare ad ala alta a parasole e dall'adozione delle unità motrici in configurazione traente-spingente, venne utilizzato come aereo da trasporto e postale fino alla sua scomparsa sull'oceano Atlantico, il 7 dicembre 1936, pilotato da Jean Mermoz, a causa di un malfunzionamento.

## Storia del progetto
Negli anni trenta il progredire della tecnologia in campo aeronautico mise a disposizione i mezzi per realizzare i primi progetti per mezzi aerei capaci di effettuare trasvolate atlantiche. In Francia l'ingegnere Pierre-Georges Latécoère, progettista e proprietario dell'azienda che portava il suo nome, intraprese la realizzazione del progetto 300, un idrovolante ad uso civile da trasporto postale in grado di effettuare un servizio regolare di collegamento via sud Atlantico con partenza da Dakar in Senegal, a Natal in Brasile.
Il 300, caratterizzato dall'adozione di una configurazione a scafo centrale abbinato ad un'ala alta a parasole, riproponeva uno schema classico degli idrovolanti del periodo e si basava sull'esperienza acquisita da Latécoère nella progettazione e costruzione dei precedenti idro ad uso civile e militare. Per poter disporre della potenza necessaria senza gravare eccessivamente sulla resistenza aerodinamica del velivolo, a vantaggio anche del minor consumo di combustibile, i quattro motori vennero collocati in configurazione traente-spingente occupando due sole gondole posizionate sull'ala.

## Tecnica
Il Latécoère 300 era un velivolo caratterizzato dalla configurazione a scafo centrale, dalla motorizzazione a quattro motori in configurazione traente-spingente, e da una coda dall'impennaggio monoderiva.
Lo scafo era caratterizzato dalla presenza di due sponson laterali che facilitavano le operazioni di carico ed equilibravano il velivolo quando era alla fonda e comprendeva la cabina di pilotaggio posizionata sulla parte anteriore ed una stiva di carico dove erano posizionati i colli contenenti la corrispondenza ed i pacchi postali. Posteriormente terminava in un impennaggio tradizionale monoderiva con piani orizzontali controventati da due robusti montanti.
L'ala, montata alta a parasole, integrava le due gondole che racchiudevano i quattro motori ed era collegata lateralmente agli sponson tramite una coppia di robusti montanti obliqui e centralmente alla parte superiore dello scafo tramite un grande castello tubolare.
L'impianto propulsivo era affidato a quattro motori Hispano-Suiza 12Nbr, dei 12 cilindri a V raffreddati a liquido capaci di sviluppare una potenza di 650 CV (478 kW) ciascuno e collegati ad eliche tripala di costruzione metallica.

## Impiego operativo

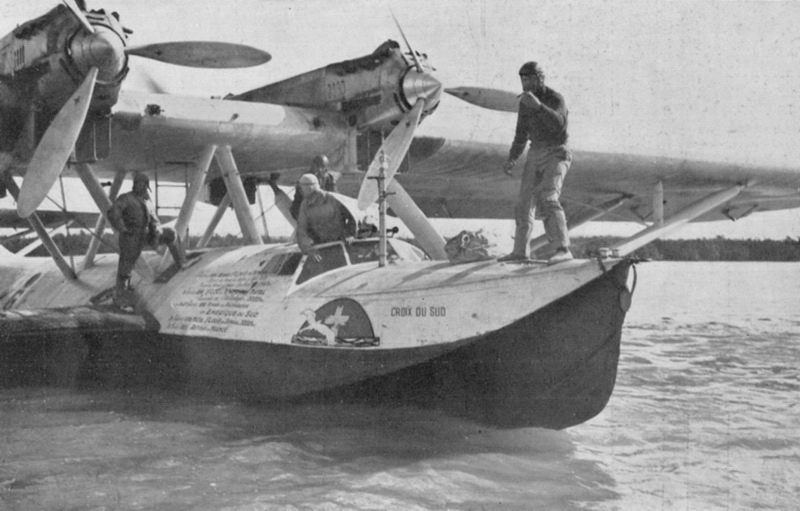
Il Latécoère 300 "Croix-du-Sud", agli ordini del comandante Bonnot, giunto il 1º settembre 1934 a Natal. I sacchi della posta, immediatamente estratta dallo scafo, riprenderanno il trasporto volando su aerei della compagnia Air France.

Il Latécoère 300 venne portato in volo per la prima volta nel 1931 ed immatricolato F-AIHP ed dopo essere affondato nell'Étang de Berre, vicino a Marsiglia, il 17 dicembre dello stesso anno, venne ricostruito, reimmatricolato F-AKGF e battezzato Croix-du-Sud (Croce del Sud) quindi riportato in volo nel 1932. Il 31 dicembre 1933 ottenne un primato internazionale di volo per la categoria idro da trasporto volando per 3 697 km dallo stagno di Berre fino Saint-Louis, nel Senegal. Successivamente entrò in servizio con la compagnia aerea Air France effettuando un servizio di posta aerea collegando sulla rotta transoceanica Dakar, nel Senegal con Natal, in Brasile, e portando a termine 23 missioni prima di scomparire in mare.
Il 7 dicembre 1936, il pilota francese Jean Mermoz, rimase coinvolto in un incidente occorso al Croix-du-Sud mentre ne era ai comandi durante una traversata atlantica.
Dopo essere appena partito sulla rotta verso la sponda occidentale dell'Atlantico, a causa di un guasto al motore fu costretto a ritornare all'idroscalo di partenza. Quando si rese conto che non c'erano aerei sostitutivi, dopo una rapida riparazione riprese il volo insistendo sul voler consegnare la posta in orario (le sue ultime parole prima di mettere piede sul Laté furono: "Svelti, non perdiamo altro tempo")
Quattro ore più tardi, la stazione radio ricevette un breve messaggio, interrotto bruscamente, dove Mermoz dichiarava di essere costretto a spegnere uno dei motori di tribordo. Non furono ricevuti altri messaggi e la missione di salvataggio non riuscì a ritrovare né il velivolo né alcun membro dell'equipaggio.
La commissione d'inchiesta per stabilire le possibili cause dell'incidente ipotizzò che il motore, riparato presumibilmente con poca cura prima della partenza, avesse perso l'elica a metà del volo, e che questa avesse causato un grave danneggiamento alla struttura dell'aereo o l'avesse tagliata completamente, privando così il velivolo della coda e provocando uno schianto immediato.
Henri Guillaumet, un altro pilota francese compagno di Mermoz, aveva incontrato lo stesso problema qualche mese prima volando su un Latécoère 301, sviluppo del Laté 300, ma essendo il motore malfunzionante uno dei due anteriori, la velocità era stata sufficiente per mantenere l'elica a posto fino all'atterraggio.

## Utilizzatori
Francia
- Air France